# AlunaGeorge
Alunadžordž (engl. AlunaGeorge) je engleski elektronski duo iz Londona. Čine ga Aluna Fransis (vokal i kompozitor) i Džordž Rid (produkcija i aranžmani).
6. decembra 2012. Alunadžordž je ušla u uži izbor za Brit Award. 9. decembra 2012. duo je zauzeo drugo mesto u BBC-jevoj rang-listi Sound of 2013.

## Karijera

### 2009:Osnivanje
Duet je počeo da radi zajedno 2009. kada je Rid remiksovao pesmu Sweetheart Aluninog benda My toys like me.

### 2012-sadašnjost:Breakthrough i Body Music
Alunadžordž je izbacila singl "You know you like it" za digitalno preuzimanje 20. aprila 2012. Duov prvi komercijalan singl "Your Drums Your Love" objavljen je 10. septembra 2012, debitujući kao broj pedeset na UK Singles Chart. Za vreme posete BBC Radio 1 3. januara 2013. Alunadžordž je objavila da će njihov debi album biti Body Music i biće objavljen juna 2013. zajedno sa premijerom pesme "Diver". Dana 4. juna 2013. duo je otkrio naslovnicu i listu pesama za Body Music i prihvatio da album izađe 29. jula 2013.
Februara 2013, duo je imao svoj prvi top 40 hit, u saradnji sa Disclosure na "White Noise". Pesma je dostigla 2. mesto na UK Singles Chart. Hju Stivens je takođe pustio pesmu grupe u svom šou "Attracting Flies" na BBC Radio 1. Pesma će se naći na njihovom predstojećem debi albumu. Duo će nastupati na Evolution Festival u Njukasl jupon tjun 27. maja 2013.

## Umešnost
Alunin glas je opisan kao "skoro dečji" kao i "sladak kao šećer" i "emotivno duševan i topao". Džordžova proizvodnja kombinuje zvuke iz basa, garaže i dubstep-a.
Bend koristi tehnike R&B kao i "futuristic pop". Muzički stil je opisan kao "napredni minimalistički poliritmički taktovi" kao i "bashment, experimental hip-hop, '90's R&B i house". Duo pronalazi inspiraciju u umetnicima Flajing Lotus, Kris Klark, Hadson Mohok, Destiny's child i Maraja Keri; bend navodi i Džejms Tejlor, Van Morison, Aaliyah, Pi Džej Harvi i Kokorosi.

## Članovi
- Alunin prvi poduhvat u muzičkoj industriji bio je dok je pevala u grupi My Toys Like Me.
- Džordž je ranije bio gitarista u indi-pop bendu Colours. Inspiracija su mu bili u minimalnoj meri američki hip-hop grupe The Neptunes, kao i Lil Vejn. Rekao je da njegov pristup pravljenja muzike potiče od toga što je "tako lako izgubiti se u softveru, dođeš do tačke kada mnogo buke nosi pesmu, više nego što pesma može poneti išta drugo".

## Spoljašnje veze
- Zvaničan sajt